# Refuge du Chioula
Le refuge du Chioula est un refuge gardé situé sur la commune d'Ignaux, dans les Pyrénées, à environ 1 600 mètres d'altitude.

## Histoire
Le refuge a été inauguré en août 2000. C'est une propriété de la communauté de communes de la Haute-Ariège qui le propose en concession.

## Particularités
Facilement accessible, le refuge est ouvert l'hiver en liaison avec l'activité de ski de fond du Chioula et en été. Il est situé entre estives et forêts sur le sentier transfrontalier des Bonshommes (GR107) et sur les circuits balisés des Vallées d'Ax.